# برونو بيريز
برونو بيريز (بالبرتغالية: Bruno Peres) (1 مارس 1990 البرازيل - ) هو لاعب كرة قدم برازيلي، يلعب كمدافع.

## روابط خارجية
- برونو بيريز على موقع الاتحاد الأوربي (الإنجليزية)
- برونو بيريز على موقع اتحاد تركيا (لاعب) (الإنجليزية)
- برونو بيريز على موقع قاعدة بيانات كرة القدم.إي يو (الإنجليزية)
- برونو بيريز على موقع Soccerbase.com (لاعب) (الإنجليزية)
- برونو بيريز على موقع Soccerway.com (الإنجليزية)
- برونو بيريز على موقع عالم كرة القدم.نت (الإنجليزية)
- برونو بيريز على موقع AS.com (الإسبانية)